# Organisatie van Progressieve Studerende Jeugd
De Organisatie van Progressieve Studerende Jeugd (OPSJ) was een Nederlandse communistische politieke jongerenorganisatie gelieerd aan de Communistische Partij van Nederland (CPN). Ze werd opgericht in 1947 en ging in 1968 op in het Algemeen Nederlands Jeugd Verbond (ANJV). De OPSJ richtte zich op de schoolgaande (studerende) jeugd, terwijl het ANJV zich richtte op de werkende jeugd. Door de OPSJ werd het tijdschrift Studie en strijd uitgegeven. Het latere Tweede Kamerlid Joop Wolff was jarenlang algemeen voorzitter van de OPSJ.